# Mełgiew (gemeente)
De gemeente Mełgiew is een landgemeente in het Poolse woiwodschap Lublin, in powiat Świdnicki (lubelski).
De zetel van de gemeente is in Mełgiew.
Op 30 juni 2004 telde de gemeente 8195 inwoners.

## Oppervlakte gegevens
In 2002 bedroeg de totale oppervlakte van gemeente Mełgiew 95,64 km², waarvan:
- agrarisch gebied: 77%
- bossen: 15%

De gemeente beslaat 20,39% van de totale oppervlakte van de powiat.

## Demografie
Stand op 30 juni 2004:
| Omschrijving                   | Totaal | Totaal | Vrouwen | Vrouwen | Mannen | Mannen |
| ------------------------------ | ------ | ------ | ------- | ------- | ------ | ------ |
| eenheid                        | aantal | %      | aantal  | %       | aantal | %      |
| inwoners                       | 8195   | 100    | 4207    | 51,3    | 3988   | 48,7   |
| bevolkingsdichtheid (inw./km²) | 85,7   | 85,7   | 44      | 44      | 41,7   | 41,7   |

In 2002 bedroeg het gemiddelde inkomen per inwoner 1204,99 zł.

## Administratieve plaatsen (sołectwo)
Dominów, Franciszków, Jacków, Janowice, Janówek, Józefów, Krępiec (sołectwa: Krępiec en Krępiec II), Krzesimów (sołectwa: Krzesimów I en Krzesimów II), Mełgiew (sołectwa: Mełgiew I en Mełgiew II), Minkowice, Minkowice-Kolonia, Nowy Krępiec, Piotrówek, Podzamcze, Trzeciaków, Trzeszkowice, Żurawniki.
Zonder de status sołectwo : Lubieniec.

## Aangrenzende gemeenten
Głusk, Łęczna, Milejów, Piaski, Świdnik, Wólka